# Sri T.K. Sribhashyam
Sri T.K. Sribhashyam (né en 1940 à Mysore, Karnataka (Inde), décédé le 12 novembre 2017 à Nice) est un maitre de yoga, de philosophie indienne et d'Ayurvéda. Fils et disciple de Sri T. Krishnamacharya, considéré comme l'un des fondateurs du yoga moderne, Sri T.K. Sribhashyam a, durant toute sa vie, fidèlement approfondi et transmis l'enseignement reçu de son père. Il s'est installé en France en 1970, avant de fonder et diriger l'École Yogakshemam dispensant des formations en Europe.

## Biographie
Sri T. K. Sribhashyam est le troisième des six enfants de Sri Tirumalai Krishnamacharya et Namagiriammal. Son frère aîné, Sri T.K. Srinivasan, s'est spécialisé dans les systèmes philosophiques du Nyaya et du Mimamsa. Son autre frère, Sri T.K.V. Desikachar a, comme lui-même, consacré sa vie à l'enseignement du yoga. La deuxième fille de Sri T. Krishnamacharya, Srimathi Alamelu, co-auteur d'ouvrages avec Sribhashyam, est l'une des premières femmes à avoir reçu l'enseignement des Vedas, transmis par son père.
Srimathi T. Namagiriammal, la mère de T. K. Sribhashyam, est la sœur de Sri  BKS Iyengar (qui fut lui-même élève de son beau-frère, Sri T. Krishnamacharya) dont l'enseignement s'est également répandu à travers le monde.
Sa famille appartient à la tradition Viśiṣṭādvaita, l’une des branches du Vedânta, et il est le descendant direct de Sri Nâtha Muni (en) (IXe siècle). Plusieurs de ses ancêtres ont été de grands maîtres de monastères Viśiṣṭādvaita. Son grand-père et ses ascendants paternels ont été les maîtres philosophiques de rois de l'époque, au Sud et au Nord de l'Inde. Son père fut également l'enseignant de yoga du dernier roi de Mysore.
Dès son plus jeune âge, Sri T. K. Sribhashyam est initié aux Védas selon la tradition brahmanique ; il commence l'étude du yoga auprès de son père et la poursuivra jusqu'au décès de ce dernier en 1988. En 1956, alors âgé de 16 ans, Sri T. K. Sribhashyam commence à enseigner lui-même à ses côtés, en appliquant les principes de la philosophie indienne, la pédagogie du yoga et l'Ayurveda (médecine indienne). En 1966, il est initié par Sri T. Krishnamacharya aux dharanas (connaissance des points vitaux) selon l'enseignement de Yajnavalkya.
En 1968, Sri T. K. Sribhashyam obtient, entre autres diplômes, une Maîtrise de Philosophie à la Faculté de Madras. Au cours de la même période, il donne en outre plusieurs conférences en Inde sur la philosophie et les Yoga sūtra .

### Europe
En 1970, il s'installe en France et commence à donner des cours de yoga et de philosophie indienne. Il anime ensuite de nombreux séminaires en Belgique, en France, en Italie, en Grèce. En 1982, il fonde à Neuchâtel (Suisse) l'école de formation Yogakshemam, école d’enseignement traditionnel de Yoga, de Philosophie indienne et d'Ayurveda. En 1989, l'école est ouverte en France, puis agréée par la Fédération inter-enseignement de Hatha Yoga (F.I.D.H.Y) et l'Union Européenne de Yoga (U.E.Y.).
En 1999, le Mysore Sanskrit College lui décerne le titre d'Achârya (Maître) pour sa fidélité à l'enseignement traditionnel de la philosophie indienne.
Sri T.K. Sribhashyam est longuement interviewé dans le film  Breath of the Gods – A Journey to the Origins of Modern Yoga  (Le souffle des Dieux en version française), du cinéaste allemand Jan Schmidt-Garre (en), un film documentaire sorti en 2013 sur la vie et l'enseignement de son père, Sri T. Krishnamacharya.
En août 2017, il fut l'invité d'honneur du Congrès Européen de Yoga à Zinal (Suisse). 
Il a vécu à Nice, avec son épouse et leurs deux enfants, jusqu'à son décès le 12 novembre 2017.

## Enseignement
Son enseignement se fonde sur une connaissance précise et approfondie des enseignements traditionnels philosophiques et spirituels de l'Inde, du fonctionnement du corps, des mécanismes de la pensée, des perceptions et des émotions, des processus qui mènent de l'attention à la concentration totale.
Sa maîtrise du français et son expérience de l'enseignement aux Occidentaux lui ont permis de transmettre des concepts et un enseignement adaptés au mode de vie moderne, tout en restant authentique et fidèle à la tradition.
L'étude et l'application de la philosophie, les techniques posturales (asanas), les mudrās, les pranayamas et les différents stades de concentration sont autant d'outils qui permettent de faire progresser le pratiquant vers une maîtrise physique et mentale à mêmes de le guider dans une recherche spirituelle plus juste, telle que la propose la tradition indienne, tout en respectant ses convictions individuelles. L'enseignement est essentiellement oral et adapté à chacun.
L'aspect thérapeutique préventif et curatif de la pratique dans son ensemble fait partie intégrante de l'enseignement.
Comme il est dit dans l'une de ses dernières interviews en 2017 : « Son point de vue sur la transmission du yoga en Occident est très clair : cette transmission n'a pas encore eu lieu et reste à venir. C'est maintenant à l'Occident de "secouer l'arbre du yoga" pour qu'il donne ses fruits ».

## Travaux
- École Yogakshemam   École d’enseignement traditionnel de Yoga, Philosophie indienne et Ayurveda.
- Revue Yogakshemam
- Contribution au film allemand  Le souffle des Dieux  par Jupiter Film (Der Atmende Gott) de Jan Schmidt-Garre (en), 2012, distribué en France en 2014. Version pen anglais, Breath of the Gods – A Journey to the Origins of Modern Yoga.

### Livres en français
- Émergence du yoga : origine et développement de l'enseignement du yoga  / T. K. Sribhashyam  (ISBN 978-2-746-63265-3) Éd. Yogakshemam, 2011
- La voie de la libération, Mokṣa Mārga : un itinéraire dans la philosophie indienne / T. K. Sribhashyam, Alamelu Sheshadri ; [traduction de l'anglais par Claire Sribhashyam et Renée Perrone]   Éd. Yogakshemam, 2013, 338 p.  (ISBN 978-2-954-48550-8)
- La psychologie indienne, Manovijnana. Un itinéraire dans la philosophie indienne / T.K. Sribahshyam et Cristina C. Blanchelande. Éd. Yogakshemam, 2020, 284 p.  (ISBN 978-2-954-48554-6)

### Autres langues
- (de) Wie Yoga wirklich wurde. T. K. Sribhashyam - Via Nova 2013.  (ISBN 978-3-866-16267-9).
- (en) Bhakti : Blissful Experience. Quintessence of Indian Philosophy / TK Sribhashyam & Alamelu Sheshadri, New Delhi, Ed. DKPrintworld, 2012, 336 p.  (ISBN 978-8-124-60614-8)
- (en) Moksha Marga, Way to Liberation. An itinerary in Indian Philosophy T. K. Sribhashyam & Alamelu Sheshadri. New Delhi, Ed. DKPrintworld,  2011  (ISBN 978-8-124-60599-8)

« Emergence du Yoga, Traduit aux éditions Yogakshemam »
- (en) Emergence of Yoga / T. K. Sribhashyam  (ISBN 978-2-7466-3265-3), 2011
- (de) Wie Yoga wirklich wurde
- (it) Alba Dello Yoga
- (es) La Alborada Del Yoga

### Sources
- Le souffle des Dieux (The Breathtaking God) de Jan Schmidt-Garre, film distribué par Jupiter Film, 2013.
- Hommage au Maître de Yoga Sri T.K. Sribhashyam Union Européenne de Yoga, 2017
- Secouer l'arbre du Yoga Interview par Bénédicte Niogret pour Esprit Yoga, mai 2015
- Interview with Sri T.K. Sribhashyam by Steve Brandon
- T.K. Sribhashyam: nel segno della tradizione ("Sous le signe de la Tradition") Interview par Emina Cevro Vukovic pour la revue Italienne Yoga Journal, février 2015